# 内藤航世
内藤 航世（ないとう こうせい、1998年1月5日 - ）は、兵庫県加古川市出身の元プロ野球選手（投手）。

## 経歴
加古川市立平岡東小学校1年時に稲美イーストフレアーズで野球を始め、加古川市立平岡中学校では硬式野球のクラブチーム兵庫播磨リトルシニアに所属。

### 高校時代
1993年第75回全国高等学校野球選手権大会で主将(二塁手)として全国制覇を経験した育英高OBの安田聖寛氏が指揮を執る兵庫の名門育英高等学校に進学。1年秋に控え投手でベンチ入り。最終学年を迎えた3年夏の兵庫大会はベンチ入り登録メンバー外となり、5回戦で明石商業高等学校に敗戦。最高成績は兵庫県大会ベスト4。甲子園出場はなし。2学年先輩に平岡敬人、1学年後輩に矢野雅哉が在籍していた。

### 大学時代
大学はびわこ成蹊スポーツ大学に進学。2年春から出場し京滋リーグ通算27試合に登板12勝6敗、通算防御率1.37。 大学3年時には下宿生活から新しく完成したアスリート寮へ移り1日6食を実行し体重は10キロ増、球速は6キロ増の148キロにアップ。4年秋の京滋大学リーグでは4勝0敗、防御率0.66の好成績を残した。 エースとしてチームを支え山田秋親コーチの教えの下在学4年間で球速が約10km/hアップし、入学当時130km/h台中盤だった球速が148km/hまで伸びた。安定した成績と制球力をスカウトは評価し2019年度のプロ野球ドラフト候補にリストアップされたがプロ志望届は提出せず社会人野球の伏木海陸運送株式会社へ内定。

### 伏木時代
大学卒業後は富山県高岡市に本社を置く伏木海陸運送株式会社に入社し野球部に入部。社会人1年目は新型コロナウイルスの影響で社会人野球日本選手権大会は中止となり社業優先ながらも、開催された都市対抗野球大会では北信越予選で優勝。 第91回都市対抗野球大会に出場し1回戦パナソニック戦で2番手として救援登板し3回2/3を無失点で抑えた。チームは1-2で惜敗。
社会人2年目は都市対抗野球大会北信越予選を連覇。11月に行われた第92回都市対抗野球大会に出場し1回戦の大阪ガス戦で救援登板し2/3回を無失点で抑えた。チームは0-4で敗戦。同年侍ジャパン社会人日本代表候補合宿・社会人野球全日本ジュニア強化合宿メンバー・BFAアジア選手権日本代表候補に選出された。
社会人3年目は都市対抗野球大会・社会人野球日本選手権大会共に予選敗退しシーズンを終えた。
社会人4年目は5月に開催された第75回JABAベーブルース杯争奪全国社会人野球大会にてトヨタ自動車、西濃運輸、三菱自動車岡崎など東海地区の名門企業を破り初優勝を果たし社会人野球日本選手権大会出場権を獲得。11月に開催された第48回社会人野球日本選手権大会では １回戦パナソニック戦で先発マウンドを任され最速152km/hをマーク。5回まで1安打8奪三振と圧巻の投球を見せたが、6回に犠牲フライと3ランを許し6回4失点でマウンドを降りた。チームは0-4で敗戦。同年限りで伏木海陸運送を退社。

### キャンベラ時代
2023年12月にオーストラリアン・ベースボールリーグのキャンベラ・キャバルリーと契約することが発表された。12月中旬にオーストラリアの首都キャンベラに到着後チームに合流。12月28日にロースター入りし、翌日29日、第2ラウンドのパース・ヒート戦で初登板。シーズン途中第6シリーズから中継ぎ投手として8試合に登板。10.2イニングを投げ 12奪三振 四死球2 防御率3.38という成績だった。チームメイトには横浜DeNAベイスターズから派遣された徳山壮磨、東妻純平、濱矢廣大、現ニューヨークメッツ傘下球団でプレーする迫勇飛らと共にプレーした。

### 米独立リーグ時代
2024年1月30日、北米独立リーグ・フロンティアリーグ アメリカ合衆国イリノイ州に本拠地を置くゲートウェイ・グリズリーズとの契約がフロンティアリーグ公式サイトで発表された。スプリングキャンプから合流後、翌月2月20日に査証で問題を抱えインアクティブリストに登録され翌月3月12日にゲートウェイ・グリズリーズとの契約を解除。これらには契約に至った後に複数の事情が重なったと球団は説明している。同日3月12日に カナダのケベック州・トロワリヴィエールに本拠地を置くトロワリヴィエール・エーグルスへの移籍がフロンティアリーグ公式サイトで発表された。エーグルスは球団史上初の日本人選手と2年契約を結んだ。
同年4月に単身渡米しトロワリヴィエール・エーグルスのスプリングキャンプからチームへ合流。シーズン開幕後の1週目まで米国査証が下りておらずロースター入りすることができなかったが、開幕から2週目以降は全ての試合でロースター入りし5月17日のニューイングランド・ノックアウツ戦でリリーフとして初登板し２イニングを無失点で抑えた。5月は主にリリーフ、クローザーとして7試合に登板、6月からはクローザーに配置転換され12試合に登板。防御率はわずか1点台と成績を残し月末にはMLBのトロント・ブルージェイズが内藤の獲得に興味を示す記事がメディアに公表され、高い奪三振能力とピンチの場面でも動じないマウンドでの落ち着きを評価されている。シーズンの終盤は少し打ち込まれる試合が多かった。フロンティアリーグではシーズン終了の9月までプレーし、チーム最多の44試合に登板、フロンティアリーグではリーグ2位の登板数。3勝3敗7セーブ、53イニング1/3を投げ防御率5.40という成績だった。先発、リリーフ、クローザー全ての役割を経験しチームに貢献した。チームは東地区で5位に終わりプレーオフ進出はならずシーズンを終えた。またシーズン中にMLB球団、MLB傘下との契約に結びつくことはなかった。同年10月に日本へ帰国。
2024年10月に現役引退を発表。

## 選手としての特徴
187cmの長身から最速154km/hのストレートと130km台後半のフォークボールを武器とする本格派スリークォーター右腕。
制球力と奪三振能力が評価されている。